# Cerinea

Mapa de la antigua Acaya. Cerinea estaba al sudeste de Hélice.

Cerinea, Cerinia o Carinea (griego Κερύνεια, Κερυνία, Κεραυνία o Κεραύνεια, latín Cerynea) fue una de las doce ciudades de la Liga Aquea desde antes de la época de Filipo II de Macedonia y también en la reconstrucción de la liga que hubo en torno al año 280 a. C., aunque no formaba parte de la primitiva lista de ciudades de Acaya de Heródoto. Estaba a la orilla del río Cerinites y al sudeste de la ciudad de Hélice y amplió su población en el siglo V a. C. (hacia el 468 a. C.) con un numeroso cuerpo de emigrantes de Micenas, ciudad que había caído en manos de Argos. Un ciudadano de Cerinea, el general Marcos, fue nombrado primer estratego único de la Liga en 255 a. C. En tiempos de Estrabón la ciudad pasó a depender de Egio. Pausanias ubicaba en Cerinea un santuario dedicado a las Euménides.
En la mitología fue el escenario del tercer trabajo de Heracles, la captura de la cierva de Cerinea.
Tradicionalmente se cree que Cerinea estaba sobre la actual Rizomylo, pero también se ha sugerido que podría haber estado ubicada junto a Mamusia.